# الإعدام بالإطار

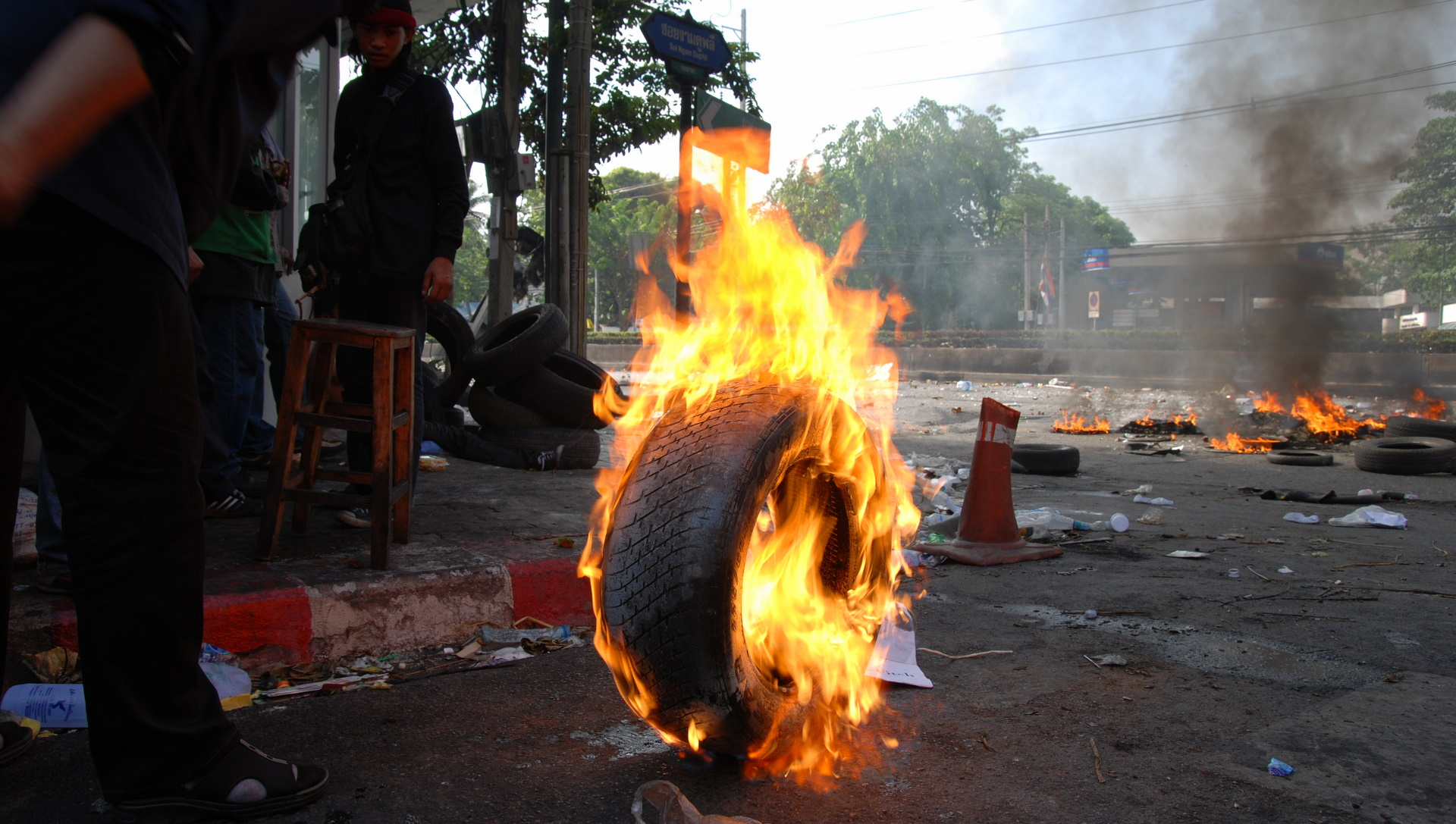

 الإعدام بالإطار هو ممارسة الإعدام بدون محاكمة والتعذيب من خلال وضع إطار مطاطي مليء بالبنزين على صدر الضحية والذراعين وإشعال النار فيه. قد يستغرق الضحية 20 دقيقة للموت، ويعاني من حروق شديدة في هذه العملية. 

## في جنوب أفريقيا
وقد استخدم المجتمع الأسود الإعدام بالإطار من أجل معاقبة أعضائه الذين كانوا ينظر إليهم على أنهم متعاونون مع حكومة الفصل العنصري. وكان من بينهم رجال شرطة سود ومستشارون المدينة وغيرهم، وكذلك أقاربهم وشركائهم.وغالبا ما تتم هذا الإعدام باسم المؤتمر الوطني الأفريقي، على الرغم من أن الهيئة التنفيذيةللمؤتمر الوطني الإفريقي أدانت ذلك.في عام 1986، صرحت ويني مانديلا، زوجة نيلسون مانديلا آنذاك، «إننا سنحرر هذا البلد من خلال علب كبريتنا وقلاداتنا» التي كانت تُنظر إليها على نطاق واسع على أنها تأييد صريح للإعدام بالإطار، والتي كانت في ذلك الوقت تسبب أن يبتعد حزب المؤتمر الوطني الأفريقي عنها على الرغم من أنها اتخذت في وقت لاحق عدد من المناصب الرسمية داخل الحزب.
.

كانت الضحية الأولى لهذا النوع من الإعدام وفقا للجنة الحقيقة والمصالحة في جنوب أفريقيا، شابة تدعى ماكي سكوسانا، في 20 يوليو 1985..
جنازة أحد الشباب. وقالت مولوكو للجنة إن جسدها محترق بالنيران ودخلت بعض قطع الزجاج المكسورة في مهبلها. وأضافت مولوكو أن صخرة كبيرة ألقيت على وجهها بعد أن قتلت
 كان المصور الصحفيكيفن كارتر أول من صوّر عملية إعدام علنية من خلال الإعدام بالإطار في جنوب أفريقيا في منتصف الثمانينيات.و قد تحدث لاحقاً عن الصور:  
.   لقد روعت مما كانوا يفعلون و  صدمت مما كنت أفعله. ولكن بعد ذلك بدأ الناس يتحدثون عن تلك الصور... ثم شعرت أن أفعالي لم تكن سيئة على الإطلاق. أن تكون شاهداً على شيء فظيع كهذا لم يكن بالضرورة أمراً سيئاً
ذهب ليقول:
" بعد أن شاهدت العديد من حالات الإعدام بالإطار على الأخبار، خطر في بالى أنه إما أن يتم تنفيذ هذا للعديد من الآخرين (خارج الكاميرا كما كانت) وكان هذا مجرد غيض من فيض، أو أن وجود الكاميرا أكمل الشرط الأخير، وتصرفت كمحفز في هذا التفاعل الرهيب. الرسالة القوية التي تم إرسالها، كانت ذات مغزى فقط إذا حملتها وسائل الإعلام. لم يكن الأمر متعلقًا بالتحذير (الآخرين) أكثر من كونه يسبب ألمًا لشخصًا واحدًا. والسؤال الذي يطاردني هو "هل كان هؤلاء الأشخاص  سيتعرضوا لخطر الإعدام بالإطار، إذا لم تكن هناك تغطية إعلامية؟"
كتبت المؤلفة ليندا شوستر،
يعتبرالإعدام بالإطارأسوأ التجاوزات التي ارتكبت باسم الثورة. كان هذا شكلاً شنيعًا بشكل خاص من عدالة الغوغاء، مقصوراعلى الذين يُعتقد أنهم متعاونون مع الحكومة، ومخبرين، ورجال شرطة سود. كان الجلادون يضعون إطار سيارة على رأسه وحول أذرع المشتبه به، ثم يغمرونه بالبنزين، ويضربونه حتى  يشل عن الحركة، ويحرق الضحية حتى الموت.
 وقد أشار بعض المعلقين إلى أن ممارسة الإعدام بالإطار قد ساعدت على تصعيد مستويات العنف خلال حروب البلدات في الثمانينيات وأوائل التسعينات حيث أصبح أفراد قوات الأمن يتعرضون للوحشية والخوف لدرجة أنهم قد يقعون ضحية لهذه الممارسة.. 

## وفي بلدان أخرى
تم العثور على مثل هذا النوع من ممارسةالإعدامات خارج نطاق القضاء (دون محاكمة) في هايتي. حيث استخدمت بشكل بارز ضد مؤيدي دكتاتوريةجان كلود دوفالييه في بداية التحول الديمقراطي، من عام 1986 إلى عام 1990         
في السنوات الأولى من عام 1960، عندما تم بث بذورالصراع العرقي في سريلانكا (الحرب الأهلية السريلانكية) المرتبطة بحركة نمور تحرير تاميلإيلام، استخدم المشاغبون السنهاليون الإعدام بالإطار لمكافحة مثيري الشغب من حركة نمور تحرير تاميل ايلام

في أوائل التسعينات، تم اتعدى علي طلاب الجامعات في أبيدجان بكوت ديفوار بالسطوعلي مهاجعهم والسرقة منها. أخذ الطلاب الأمورعلي عاتقهم عن طريق القبض على اللصوص المزعومين، ثم قاموا بإعدامهم عن طريق وضع إطارات حول أعناقهم ومن ثم قاموا بوضع الإطارات على النار. ولم يكن بوسع الشرطة الإيفوارية، التي لا حول لها ولا قوة ان تفعل شيئا لوقف تلك المعارك، سوى الوقوف والمشاهدة..
في عام 2006، قد لقي شخص واحد على الأقل مصرعه فينيجيريا عن طريق الإعدام بالإطار خلالاحتجاجات المسلمين المتأججة بسبب رسوم كاريكاتورية ساخرة لنبي اللهمحمد.
تستخدم هذه الممارسة على نطاق واسع من قبل تجار المخدرات في البرازيل (ريو دي جانيرو، المنطقة الجنوبية الشرقية)، حيث يطلق عليها اسم ميكرو اوندس أي فرن الميكروويف بالبرتغالية (إشارة إلىفرن الميكروويف). الصحفي تيم لوبيز كان ضحية بارزة لتلك الممارسة
كما استُخدمت ممارسة الإعدام بالإطار على نطاق واسع أثناء التمرد المسلح بقيادةجاناثا فيموكثي بيرامونا في سري لانكا. حيث يظهر وصف جرافيكي لممارسة الإعدام بالإطار من هذا القبيل في كتاب «جزيرة الدم» للصحفية أنيتا براتاب

## في الثقافة الشعبية
و بالموسم الثانى من سلسلة «ذا شيلد» يظهر الشرير أرماديلو كوينتيرو مستخدما «ممارسة الإعدام بالإطار» كوسيلة لقتل أعدائه. يفتح العرض الأول للموسم الثاني بمشهد الشرير الذي يقتل تاجر مخدرات منافس بهذه الطريقة حيث تستتبع الحبكة الروائية للحلقة، اثنين من المحققين يحاولان العثور على شهود لربط كوينتيرو بجريمة القتل.
وظهر في الموسم الثالث لسلسة «ذا أميريكانز» التليفزيونية أحد عناصر المخابرات في جنوب أفريقيا والذي تم إعدامه من خلال ربطه من عنقه وممارسة الإعدام بالإطار عليه، وذلك لمحاولته الإبلاغ عن تفجير زائف من أجل تشويه سمعة جماعة جامعية مناهضة للفصل العنصري
و في الحلقة 10من الموسم الثالث من سلسلة (أليمانترى) التليفزيونية تلعب ممارسة الإعدام بلإطار دورا مهما في الحبكة الدرامية بالحلقة. ففي الحلقة يحاول كيتي العثور على مراهق هارب، في حين يعمل شيرلوك وجوان في قضية يبدو فيها أن قتل مهندس بيولوجي لامع كان على يد عصابة مخدرات.
في الجزء الثالث من سلسلةأفلام ماكس باين، تم قتل مارسيلو برانكو بهذه الطريقة (عن طريق الإعدام بالإطار من قبل كرتشا بريتو. الغرض من المشهد هو إظهار مدى قسوة الأشرار وتورط كوماندو سومبرا في الجريمة.
و في فيلم "إيلايت سكواد"، يتعرّض بيدرو رودريغيز، وهو طالب ومتطوع في منظمة غير حكومية، للإعدام بالإطار عن طريق أوامر"بايانو" الخصم كردّ انتقامي على جلب انتباه الشرطة إلى حيه الفقير، حتى ولو كان ذلك دون قصد.
.في الفصل 64 من كتاب «أنا بطل»، تظهر جثة محترقة على جانب الطريق. يقول أحد الشخصيات، وهو أراكي، إنه ربما تم إعدامه عن ممارسة الإعدام بالإطار.
ويظهر مشهد رجل يتم إعدامه بالإطار في فيلم الدراما الحربية «دموع الشمس» عام 2003 بينما يدخل فريق «سيال» قرية نيجيرية يتم قتلهم في مذبحة علي يد قوات متمردة.. 

## وصلات خارجية
- An exploratory study of insider accounts of necklacing in three Port Elizabeth townships by Ntuthu Nomoyi and Willem Schurink, "Violence in South Africa: A Variety of Perspectives", editors Elirea Bornman, René van Eeden, Marie Wentzel, HSRC, Chapter 6, pp147–173, (ردمك 0796918589).